# Tim Hardaway Jr.
Timothy Duane Hardaway Jr. (Alameda, 16 maart 1992) is een Amerikaans basketbalspeler die uitkomt voor de Denver Nuggets. 

## Carrière
Hardaway speelde collegebasketbal voor de Michigan Wolverines van 2010 tot 2013. Hij stelde zich in 2013 beschikbaar voor de NBA draft waarin hij als 24e werd gekozen door de New York Knicks. Hardaway tekende op 8 juli 2013 een contract bij de Knicks. Op 30 oktober 2013 maakte Hardaway zijn debuut in de NBA tijdens de openingswedstrijd van de New York Knicks tegen de Milwaukee Bucks. Omwille van een blessure van Kenyon Martin mocht Hardaway op 8 december 2013 tegen de Boston Celtics voor het eerst spelen als basisspeler. Op het einde van zijn rookie-seizoen eindigde Hardaway op de vijfde plaats in de verkiezing van NBA Rookie of the Year. Hardaway werd ook opgenomen in het NBA All-Rookie First Team. Tijdens het seizoen 2014/15 werd Hardaway frequenter uitgespeeld als basisspeler. Op 25 juni 2015 werd Hardaway geruild naar de Atlanta Hawks. Bij deze transactie waren verder nog Jerian Grant, Kelly Oubre Jr. en enkele toekomstige draftkeuzes betrokken. Bij de Hawks kreeg Hardaway minder speeltijd en tijdens het seizoen werd hij ook kortstondig uitgeleend aan de Canton Charge en de Austin Spurs, twee teams uit de NBA G League. Hardaway plaatste zich met de Atlanta Hawks voor het eerst in zijn loopbaan kwalificeren voor de playoffs. In de eerste ronde waren de Atlanta Hawks te sterk voor de Boston Celtics waarna er in de halve finale van de Eastern Conference werd verloren van de Cleveland Cavaliers, de latere kampioen. Tijdens het seizoen 2016/17 kon Hardaway zijn statistieken verbeteren en was hij goed voor een gemiddelde van 14,5 punten per wedstrijd.
Op 8 juli 2017 tekende Hardaway als een vrije speler een contract voor 4 seizoenen bij de New York Knicks, zijn vorige ploeg. Hardaway speelde vooral als basisspeler, maar door een blessure miste hij 20 wedstrijden. Hardaway begon het 2018/19 ook bij de New York Knicks, maar op 31 januari 2019 werd Hardaway, samen met Trey Burke, Courtney Lee en Kristaps Porziņģis geruild naar de Dallas Mavericks. In ruil verkregen de New York Knicks DeAndre Jordan, Wesley Matthews, Dennis Smith Jr. en nog 2 toekomstige draftkzeuzes.
Vanwege een blessure kwam Hardaway dat seizoen slechts 19 wedstrijden meer in actie. Vanaf het seizoen 2019/20 mocht Hardaway op regelmatige basis in de basis aantreden bij de Dallas Mavericks. Hij sloot het seizoen af met 204 driepunters. Op 19 november 2020 lichtte Hardaway de optie in zijn contract waardoor hij voor het seizoen 2020/21 ook in Dallas speelde. Op 4 mei 2021 scoorde Hardaway 10 driepunters, een record in de geschiedenis van de Dallas Mavericks. Op het einde van het seizoen eindigde Hardaway op de 5e plaats in de verkiezing van NBA Sixth Man of the Year Award.

## Erelijst
- NBA All-Rookie First Team: 2014